# Études rurales
Études rurales est une revue scientifique française qui publie des articles étudiant les différents aspects du rural dans le monde. 
Fondée en 1961 par Isac Chiva, Georges Duby et Daniel Faucher, Études rurales explore de façon pluridisciplinaire les rapports des sociétés avec leurs milieux et leurs territoires. La revue a fêté son cinquantenaire en juin 2011.

## Présentation
Anciennement nommée Études rurales : revue trimestrielle d'histoire, géographie, sociologie et économie des campagnes, la revue Études rurales est devenue semestrielle en 2006.
De la Chine à l’Amérique en passant par la Palestine, l’Afrique ou les pays européens, Études rurales explore les nombreux aspects de la « ruralité » à travers les territoires, les activités, les genres de vie, les organisations politiques, les représentations, les croyances, les héritages et les perspectives. Grâce à la contribution d’auteurs venus d’horizons divers, la revue parle du monde en s’appuyant, pour toutes les disciplines (humaines, sociales et naturalistes), tant sur l’enquête scientifique que sur la réflexion, historique, philosophique ou anthropologique.
Dans notre écoumène, perturbé au point de nous paraître neuf, l’urbain et le rural s’interpénètrent, les populations découvrent la complexité des liens qu’elles ont créés avec les milieux, et la Terre redevient l’affaire de chacun. Pour répondre à la nécessité de comprendre tous ces liens, les regards croisés construisent, de numéro en numéro, cette nouvelle modernité des choses de la planète. Sans succomber à un retour nostalgique aux campagnes de jadis, la revue contribue à l’invention collective d’une nouvelle représentation de la ruralité.
La revue propose des dossiers thématiques, composés de différents articles scientifiques, des articles libres (Varia), des Chroniques, ainsi que des comptes rendus de lecture. 
Les articles et dossiers sont soumis à une procédure d'évaluation (Comité de lecture).

### Liens institutionnels
Études Rurales est une revue de l’École des hautes études en sciences sociales hébergée par le Laboratoire d’Anthropologie sociale du Collège de France. Elle est soutenue par l’Institut National des Sciences Humaines et Sociales (INSHS-CNRS) et par le Centre National du Livre. Elle bénéficie du soutien de nombreux laboratoires de recherches au niveau national.
La revue Études Rurales sélectionne certains articles publiés pour leur faire bénéficier du dispositif d’aide à la traductionCairn/CNL avec les éditions de l’EHESS. Les articles traduits en anglais sont alors affichés sur la plateforme Cairn international.

## Objectifs éditoriaux
Études Rurales est une revue interdisciplinaire de sciences sociales qui assure la publication de deux numéros par an. Ses orientations, au regard des dossiers publiés depuis les années 2000, souhaitent valoriser : 
Une approche internationale des enjeux du rural
Cette question permet d’étudier de nombreuses aires géographiques. La revue Études Rurale a ainsi publié des dossiers sur la Chine, Madagascar, la Palestine…
Ces approches géographiques sont aussi l’occasion d’explorer des thématiques transversales à partir de ces espaces (comme le développement, la légitimité, la violence…)
- 2006/2 (no 178) : Quel développement à Madagascar ?
- 2005/1-2 (no 173-174) : Palestine
- 2007/1 (no 179) : D’une illégitimité à l'autre. Dans la Chine rurale contemporaine
- 2008/1 (no 181) : Modèles et contre-modèles sociaux. Amérique latine
- 2010/2 (no 186) : Ruralité, urbanité et violence au Kurdistan
- 2013/2 (no 192) : Appropriations des ressources naturelles au sud de la Méditerranée
- 2014/2 (no 194) : Altérités, inégalités et mobilités dans les îles de l’océan Indien

Cinq dossiers ont été co-dirigés par des chercheurs étrangers (Palestine, Chine, Madagascar, Maghreb, Kurdistan). 
Une approche interdisciplinaire
La revue s’est attachée à développer une réflexion sur ses fondements disciplinaires : sur la sociologie rurale, l’anthropologie, l’ethnologie, la socio-politique… 
Différents dossiers ont permis de poser un regard épistémologique sur les conditions de production d’un savoir théorique, interdisciplinaire à propos de cet objet mouvant : 
- 2006/1 (no 177) : Territoire rural : pratiques et représentation
- 2009/1 (no 183) : La sociologie rurale en questions
- 2011/1 (no 187) : Le sens du rural aujourd’hui
- 2011/2 (no 188) : Archéogéographie et disciplines voisines

L’ approche interdisciplinaire est aussi l’occasion d’interroger les principales questions théoriques qui structurent les débats internationaux sur les évolutions des enjeux des mondes ruraux. Par exemple, les deux dossiers sur Les Agricultures de Firme ont conduit à dresser un panorama mondial de la situation socio-économique de l’agriculture, à analyser les modifications des rapports de production, les enjeux sociaux des agricultures, etc.
- 2001/3-4 (no 159-160) : Exclusions - Dépendance, Pauvreté, Productivité, Tensions ethniques
- 2003/1-2 (no 165-166) : Globalisation et résistances
- 2008/2 (no 182) : Travailleurs saisonniers dans l'agriculture européenne
- 2009/2 (no 184) : La tribu à l'heure de la globalisation
- 2012/2 (no 190) : Les agricultures de firme - 1. Organisations et financiarisation
- 2013/1 (no 191) : Agricultures de firme- 2. Délocalisation et évictions
- 2014/1 (no 193) : Souffrances paysannes

Valoriser l’émergence d’enjeux épistémologiques et méthodologiques
La revue Études Rurales a pleinement participé, dans ses dossiers et certains articles Varia, à construire une approche réflexive des pratiques disciplinaires, des outils utilisés (inventaires)… Elle a aussi développé des approches inédites (archéogéographie, histoire
environnementale…) permettant de renouveler une partie des cadres de l’analyse rurale :
- 2009/1 (no 183) : La sociologie rurale en questions
- 2011/1 (no 187) : Le sens du rural aujourd’hui
- 2011/2 (no 188) : Archéogéographie et disciplines voisines]
- 2015/1 (no 195) : Les mondes des inventaires naturalistes
- 2015/1 (no 197) : Histoire environnementale de l’Éthiopie

Les dossiers ont été aussi l’occasion de valoriser des questionnements émergents et complexes : animalité, changements écologiques, rapports sociaux nationaux et mondialisés (migrations, conditions salariales…) :
- 2003/3-4 (no 167-168) : Objets en crise, objets recomposés
- 2007/2 (no 180) : Cafés et caféiers - Singularités et universalité d'une production mondialisée
- 2008/2 (no 182) : Travailleurs saisonniers dans l'agriculture européenne
- 2010/1 (no 185) : Proliférantes natures
- 2012/1 (no 189) : Sociabilités animales

Études Rurales entend ainsi renforcer et développer l’approche comparative internationale, développer une réflexion méthodologique sur un enjeu thématique mouvant et favoriser l’émergence de débats théoriques et méthodologiques sur des enjeux controversés (transformation des processus de production, changements et crises écologiques, inégalités sociales et écologiques, etc.). 

## Paysage international scientifique
Les champs thématiques d’Études Rurales sont aussi couverts par les principales revues internationales suivantes : 
- Journal of Rural Studies
- Land Use Policy
- Sociologia Ruralis
- The Journal of Peasant Studies.